# Josef Bayer (Komponist)

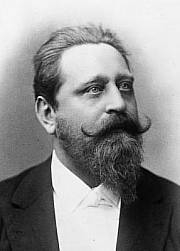
Josef Bayer um 1900

Josef Bayer (* 6. März 1852 in Wien; † 12. März 1913 in Wien) war ein österreichischer Komponist, Dirigent und Geiger.

## Leben
Bayer wurde als Sohn des Schneidermeisters Matthias Bayer und seiner Frau Magdalena, geb. Dubowsky geboren. Er studierte am 
Konservatorium Wien bei Joseph Hellmesberger senior, Otto Dessoff und Anton Bruckner.
Ab 1870 war er 28 Jahre lang Geiger im Orchester der Wiener Hofoper.
Als Josef Bayer ab 1883 Hofopernkapellmeister wurde und ab 1885 die Leitung des Hofopernballets übernahm, begann seine eigentliche musikalische Karriere. In dieser Zeit komponierte er über 20 einaktige Ballette, mehrere Operetten, Tanzszenen und zahlreiche andere musikalische Werke.
Sein erster großer Erfolg war das im Januar 1885 uraufgeführte Ballett „Wiener Walzer“, welches die Entwicklung des deutschen Nationaltanzes im vorherigen Jahrhundert unter Verwendung von Melodien Johann Strauß', Josef Lanners und vieler anderer nachzeichnet.
Im Jahre 1900 erhielt Bayer aufgrund seines 30-jährigen Dienstjubiläums das Ritterkreuz des Franz Joseph-Ordens.
Josef Bayer war unter dem Namen „Ritter Puppenfee der Partiturreiche“ Mitglied des Verbandes der Schlaraffia.
Das Amt als Leiter des Hofopernballets bekleidete er bis zu seinem Tod am 12. März 1913. Sein Ehrengrab befindet sich auf dem Wiener Zentralfriedhof (Gruppe 0, Reihe 1, Nummer 66).

## „Die Puppenfee“

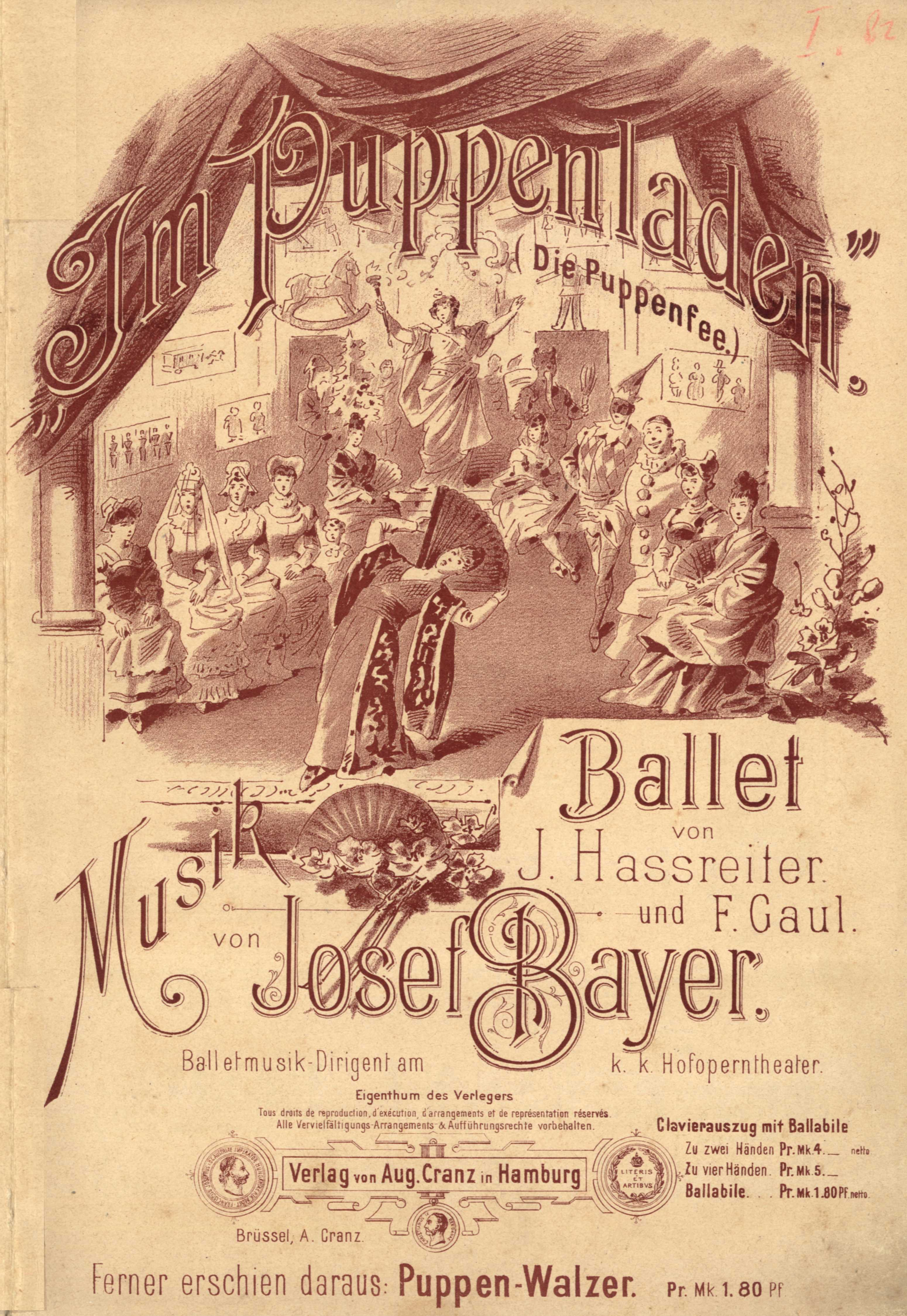
Titelblatt des Klavierauszuges

Die größte Ballettkreation, die jemals an der Wiener Hofoper geschaffen wurde und gleichzeitig Bayers bis heute berühmtestes Werk werden sollte, ist das am 4. Oktober 1888 erstmals produzierte Ballett „Im Puppenladen“. Es wurde später, benannt nach der Hauptrolle, unter dem Titel „Die Puppenfee“ weltberühmt. Die Choreographie stammt vom Hofballettmeister Josef Haßreiter, das Bühnenbild und die Kostüme von Franz Gaul (1837–1906). „Die Puppenfee“ wurde bis 2008 noch alljährlich an der Wiener Staatsoper aufgeführt und ist mit mittlerweile über achthundert Aufführungen eines der meistgespielten Stücke der Staatsoper.

## „Aschenbrödel“
„Aschenbrödel“ ist ein von Johann Strauss komponiertes, groß angelegtes Ballett. Er konnte es jedoch nicht vollenden, da er am 3. Juni 1899 an einer Lungenentzündung starb.
Bis zu seinem Tode hatte Johann Strauß den ersten Akt sowie die Hälfte des dritten Aktes orchestriert. Das Werk zu vollenden, fiel Josef Bayer zu, unter der vertraglichen Bestimmung nur die Musik von Johann Strauß („mit Ausnahme der technisch nötigen Überleitungen“) zu verwenden. Bayer vollendete den Klavierauszug des Balletts, doch Gustav Mahler war der Ansicht, dass das Werk so nichts mehr mit Johann Strauß zu tun habe und weigerte sich, es aufzuführen. So fand am 2. Mai 1901 die Uraufführung von „Aschenbrödel“ in Anwesenheit Kaiser Wilhelms II. im Königlichen Opernhaus in Berlin statt. Erst sieben Jahre später, am 4. Oktober 1908, wurde das Werk zum ersten Mal an der Wiener Hofoper gegeben.

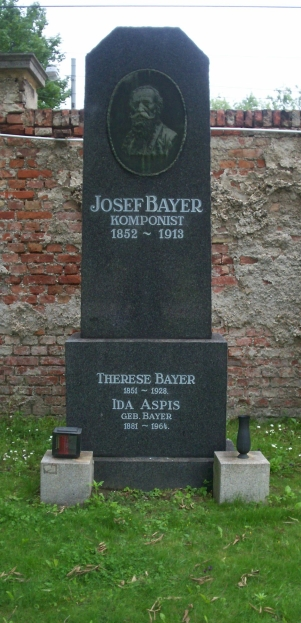
Josef Bayer Grabstätte

## Werke (Auswahl)
- „Paraplui-Marsch“
- „Sonnen-Walzer“
- „Bade-Galopp“
- „Christkindl-Polka“
- „Der Dolch“ Einakter für 2 Personen (1909)

### Ballette
- „Wiener Walzer“
- „Die Puppenfee“
- „Österreichische Märsche“
- „Rund um Wien“
- „Sonne und Erde“
- „Die Braut von Korea“

### Operetten
- „Der Chevalier von San Marco“ (New York, 1882)
- „Mister Menelaus“ (Wien, 1896)
- „Fräulein Hexe“ (Wien, 1898)
- „Der Polizeichef“ (Wien, 1904)
- „Spitzbub & Cie“ (Wien, 1907)
- „Das Damenduell“ (Wien, 1907)

### Tänze
- Wiener Schlittage-Gallop, um 1880 OCLC 1071769209
- Männerlob, Polka, 1885 OCLC 497753819